# Pruillé-l'Éguillé
Pruillé-l'Éguillé is een gemeente in het Franse departement Sarthe (regio Pays de la Loire) en telt 546 inwoners (1999). De plaats maakt deel uit van het arrondissement La Flèche.

## Geografie
De oppervlakte van Pruillé-l'Éguillé bedraagt 21,3 km², de bevolkingsdichtheid is 25,6 inwoners per km².
De onderstaande kaart toont de ligging van Pruillé-l'Éguillé met de belangrijkste infrastructuur en aangrenzende gemeenten.

## Demografie
Onderstaande figuur toont het verloop van het inwonertal (bron: INSEE-tellingen).